# 肯根海姆
肯根海姆是德国莱茵兰-普法尔茨州的一个市镇。总面积3.63平方公里，总人口1380人，其中男性681人，女性699人（2011年12月31日），人口密度380人/平方公里。